# Virgen del Valle
La Virgen del Valle es una advocación de la Virgen María, considerada patrona en muchos lugares de España e Hispanoamérica (Argentina y Venezuela).
Esta manifestación religiosa data del año 1530 cuando los españoles trajeron a la Virgen a la actual, isla de Cubagua, Nueva Cádiz primera ciudad fundada en Venezuela por el imperio español; luego del ciclón que azotó a ese territorio insular en 1542, fue trasladada hasta el Valle del Espíritu Santo en la Isla de Margarita, donde aún permanece, en un santuario construido en su honor. Es venerada en el oriente del país y en la ciudad de Barcelona 
A partir del Mes de enero de 2023 en Madrid España se colocó su réplica en la Parroquia Santísimo Cristo de la Victoria en La ciudad de Madrid Junto a la bandera de Venezuela y España.

## En Argentina
Catamarca
Diócesis de Catamarca

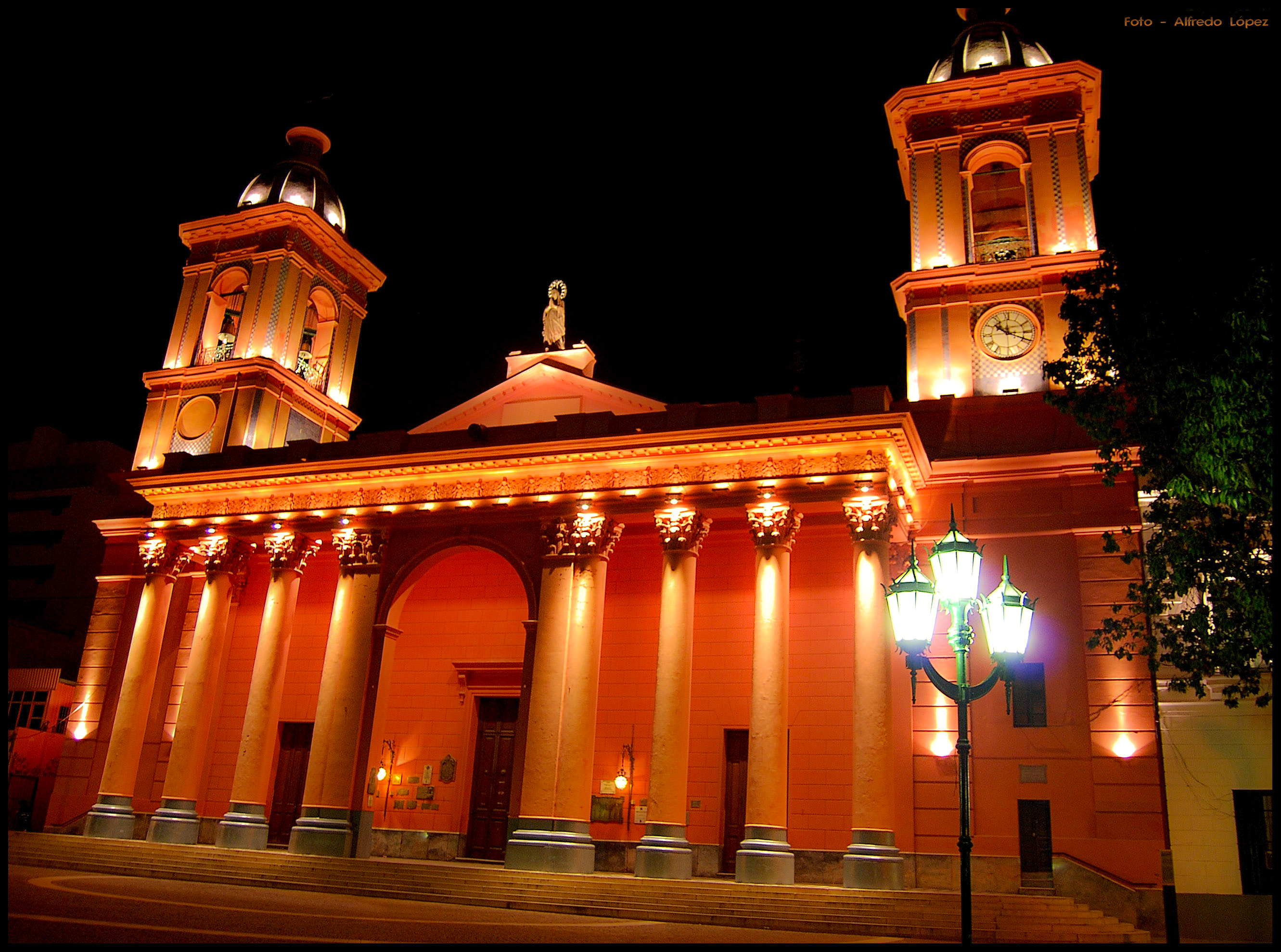
Catedral Basílica Santuario de la Virgen del Valle

La aparición de la venerada imagen de la Inmaculada Concepción, Nuestra Señora del Valle, tuvo lugar entre 1618 y 1620 en una gruta de Choya, Departamento Capital de la provincia de Catamarca, en el noroeste argentino. Nuestra Señora del Valle es patrona de la provincia de Catamarca, de la Diócesis de Añatuya y protectora de la Diócesis de La Rioja. Patrona de los algodoneros del Chaco, del Noroeste Argentino. Patrona nacional del turismo y del paracaidismo. Desde 1996 ejerce el Patronazgo del Festival de Cosquín, por decreto N° 68 del 6 de febrero de ese año, firmado por el entonces intendente de la ciudad, Julián Raúl Costranco. En 2019 fue elegida como patrona de la Feria Internacional de Turismo de Latinoamérica, la más grande del sector en el continente. La decisión la tomó la entonces Asociación Argentina de Agencias de Viajes y Turismo (hoy FAEVyT) en un decreto que firmó su titular, Fabricio Di Giambattista.
El pueblo de Choya al que se hace mención en los antiguos documentos estaba situado a 1 km del actual homónimo. Formaban la población españoles encomenderos y pueblos originarios en su gran mayoría cristianos. Vivían de la labranza y del pastoreo. Un originario de los encomendados al servicio de Don Manuel de Salazar, un día percibió voces. Eran indiecitas que caminaban recelosas, temiendo que alguien las sorprendiera. Llevaban lámparas y flores de la montaña. Como era de noche regresó a los ranchos de Choya. A la mañana siguiente regresó al paraje, y dio con las huellas y encontró un sendero que, se veía, era muy transitado. Caminó 5 km, remontando la quebrada cuando a unos 7 m de altura apareció un nicho de piedra bien disimulado. Al fin del recodo de la quebrada había rústicos asientos, e incluso huellas de danzas.
Trepó al nicho y al fondo encontró una imagen. Era pequeñita, muy limpia, de rostro moreno y manos juntas. Después de varios meses y de estar seguro de su descubrimiento, le cuenta todo a su amo. Le dice que la veneraban, que estaba allí entre las piedras, que era morenita como los indios y que por eso la querían y que él también había aprendido a quererla.

#### La imagen
La imagen mide 42 cm de pie a cabeza, se completa con una peana de tres escalones, más un pedestal de madera de algarrobo negro torneado y dorado de unos 24 cm, todo el conjunto alcanza 76 cm, una media luna bajo sus plantas. En su base puede leerse: “Nuestra Señora de la Limpia y Pura Concepción”.
La imagen es de las llamadas de encarne, modelado en relieve y pintada, tiene manto, peto, cinturón azul y un vestido, pintado al estofado, dorado por debajo y pintado luego de varios colores por encima. El vestido cae ocultando los pies, en el cuello lleva una puntilla blanca, le ciñe, a la altura de la cintura, un cinto azul con listones dorados y florcitas rojas. 

#### El Santuario

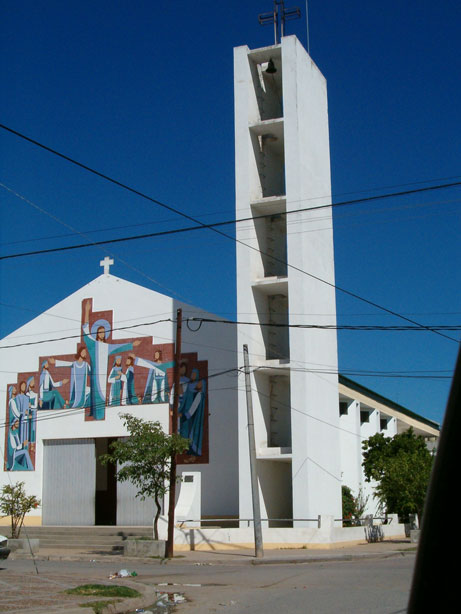
Catedral de la diócesis de Añatuya, dedicada a Nuestra Señora del Valle.

La Catedral basílica de Nuestra Señora del Valle se encuentra en el centro de San Fernando del Valle de Catamarca, ciudad capital de la Provincia de Catamarca.
Las festividades de la Virgen del Valle se realizan el 8 de diciembre de cada año, en coincidencia con el día de la Inmaculada Concepción de María, y el segundo domingo después de Pascuas. Ambas festividades convocan a miles de fieles marianos, cuyo fervor religioso los invita a realizar peregrinaciones hasta la ciudad de Catamarca desde otras ciudades y provincias del país, muchas veces a caballo, en bicicleta o a pie.
Las procesiones en su honor son las más multitudinarias del Norte Argentino, razón por la cual, bajo la tercera Presidencia de Juan Domingo Perón, la Virgen fue declarada Patrona Nacional del Turismo en 1974.
En 1859 se empieza la edificación del templo, inaugurándose en 1869, aun sin estar totalmente terminada la obra. Se finaliza en 1875.
Santiago del Estero
Nuestra Señora del Valle es también la santa patrona titular de la diócesis de Añatuya en la provincia de Santiago del Estero, y su festividad se celebra el 15 de agosto.
La virgen del Valle también es patrona de la Parroquia en Ezeiza.

## En España
La advocación de Nuestra Señora del Valle es común en España, existiendo imágenes y ermitas en lugares como: Ceuta, Jerez de la Frontera, Santaella (Provincia de Córdoba) Sevilla, Lucena (Córdoba), Toledo,Torrecilla de la Jara (Toledo), La Palma del Condado (Huelva), Barrio de Adelfas (Madrid),  Saldaña (Palencia), Torrubia del Campo (Cuenca), Mota del Cuervo (Cuenca), Llamas de Cabrera (León), Utrilla y Muriel de la Fuente (Soria), Cenicero (La Rioja), Vera (Almería), Pravia en Asturias, etc.
Alcalá del Valle
Patrona de la localidad de Alcalá del Valle. Venerada en la iglesia de santa María del valle y como su nombre dice dedicada a la Virgen del Valle en la cual se encuentra en el camarín principal. Se celebra una romería en su honor el 1 de mayo, cuando la Virgen es trasladada en carreta tirada por bueyes y acompañada por todo el pueblo al convento de Caños Santos. El día anterior a la romería la virgen procesionan hasta una plaza del pueblo(Cambiando de ubicación cada año) donde se le realiza una ofrenda floral. Se celebra la festividad de la Virgen del Valle el 8 de septiembre en la que la patrona procesiona por las calles de la localidad habiéndosele dedicado una novena en los días previos, también en el tiempo de la novena se le recitan versos a la virgen y el día 7 de septiembre se le vuelve a realizar una ofrenda floral. También la virgen del valle procesiona el domingo de resurrección en este caso es en una procesión organizada por la hermandad de la vera cruz tomando la patrona un gran papel en la representación de la cita bíblica de la carrerita de San Juan ya que la patrona de Alcalá interactúa con el apóstol recreando el momento en el que san Juan le anuncia a la virgen la resurrección de cristo.
Santaella (Córdoba)
Patrona de la localidad de Santaella. Venerada en el Santuario de Nuestra Señora del Valle que es ejemplo destacado de Barroco Andaluz, fundado en 1747, se levanta sobre una antigua ermita y presenta planta de una sola nave en la que se destaca la Capilla Mayor, presidida por un soberbio retablo barroco obra de Juan González Cañero, en el que se abre el Camarín que acoge a la imagen titular del templo y patrona de Santaella. Se trata de una talla, hoy vestida, realizada en los principios del siglo XIV. Se celebran unas fiestas en su honor alrededor del 8 de septiembre en las que el pueblo se engalana para las tan esperadas fiestas.
Cenicero (La Rioja)
La ermita de la Virgen del Valle, situada en el centro de la localidad, es un edificio barroco del siglo XVIII, compuesto por una sola nave de tres tramos, capillas entre los contrafuertes y tiene un crucero cubierto de bóveda octogonal. La portada se sitúa a los pies y sobre ella una espadaña con tres vanos para campanas. Su parte más antigua es el presbiterio, construido en el siglo XVI, cuando el edificio era casi cúbico, con contrafuertes en las esquinas, hasta que dos siglos más tarde fue reformado y ampliado. En el interior destacan dos bellos retablos del siglo XVIII dedicados a san Antón y san Isidro, así como el retablo central, con la imagen tallada de la Virgen del Valle del siglo XIII, patrona de esta ciudad, a la que los ciudadanos de esta localidad profesan especial devoción.
Écija
La advocación de la Virgen del Valle es venerada en Écija (Sevilla), donde es patrona de la ciudad, debido a que la ciudad de Écija se encuentra situada en un valle. Se coronó canónicamente en una ceremonia por el arzobispo Carlos Amigo Vallejo, en 1999. La imagen actualmente está en la parroquia Mayor de Santa Cruz aunque procede del extinguido monasterio de Santa María del Valle, de monjes Jerónimos, que la desamortización de Mendizábal lo cerró. Se celebra su festividad el 8 de septiembre.  
La veneración a la advocación de la Virgen del Valle en esta ciudad data desde muy antiguo, ya que llega a la ciudad, según la tradición, como regalo a san Fulgencio (obispo de Astigi) por parte del arzobispo de Sevilla San Leandro. Fue su hermana santa Florentina la que le da el título de santa María del Valle. Por tanto, podemos datar esta devoción en los umbrales del siglo VI. Es considerada patrona del ayuntamiento de la ciudad desde el siglo XVI, aunque desde sus orígenes contó con la devoción de toda la sociedad ecijana. Tiene el honor de ser patrona y alcaldesa perpetua de la ciudad de Écija. 
A lo largo del año se le tributan múltiples cultos, destacando entre ellos, las visitas de todos los colegios de la ciudad en el mes de mayo, el solemne besamanos el último domingo de agosto, la solemne novena (matutina y vespertina), la misa principal del pueblo el 8 de septiembre, su procesión por las calles de la ciudad el mismo día y la octava hasta el 16 de septiembre. 
El 8 de septiembre, es el día grande de Écija. Desde las 7 de la mañana, todas las parroquias acuden rezando el rosario de la aurora desde distintos puntos de la ciudad para encontrarse en la parroquia de Santa Cruz a las plantas de la Virgen del Valle. Durante toda la mañana son miles, las personas que acuden a alguna de sus misas para felicitar a su patrona. La veneración a la Virgen del Valle se hace patente en los diversos altares y monumentos existentes en la ciudad en su honor, destaca "El triunfo de la Virgen del Valle" del siglo XVIII, situado en la plaza de Santa María.
En la sociedad ecijana se puede observar la influencia de la Virgen del Valle, pues su nombre está presente en la onomástica de muchas ecijanas y en la rotulación de calles, lugares, establecimientos y empresas de la ciudad.
Llamas de Cabrera (León)
- Virgen del Valle (Llamas de Cabrera).

Saldaña
- Virgen del Valle (Saldaña).

Valencia del Ventoso
En Valencia del Ventoso, un pequeño pueblo del sur de Badajoz (España) posee una ermita. Del 11 al 14 de septiembre se celebra la virgen del Valle, patrona de Valencia del Ventoso. Los primeros datos se fechan a mediados del siglo XVII. Los actos se inician con el traslado de la imagen desde la ermita hasta la parroquia el 15 de agosto. 
El día 12 de septiembre es el más importante. Tras una misa solemne en su honor y se realizan procesiones por las calles del pueblo. Al finalizar las fiestas patronales se traslada de nuevo la imagen a su emplazamiento habitual: la ermita de la virgen. Durante estos días se realiza una gran variedad de actuaciones: capeas, quema de fuegos artificiales, espectáculos musicales, etc.
Valle del Este, Vera (Almería)

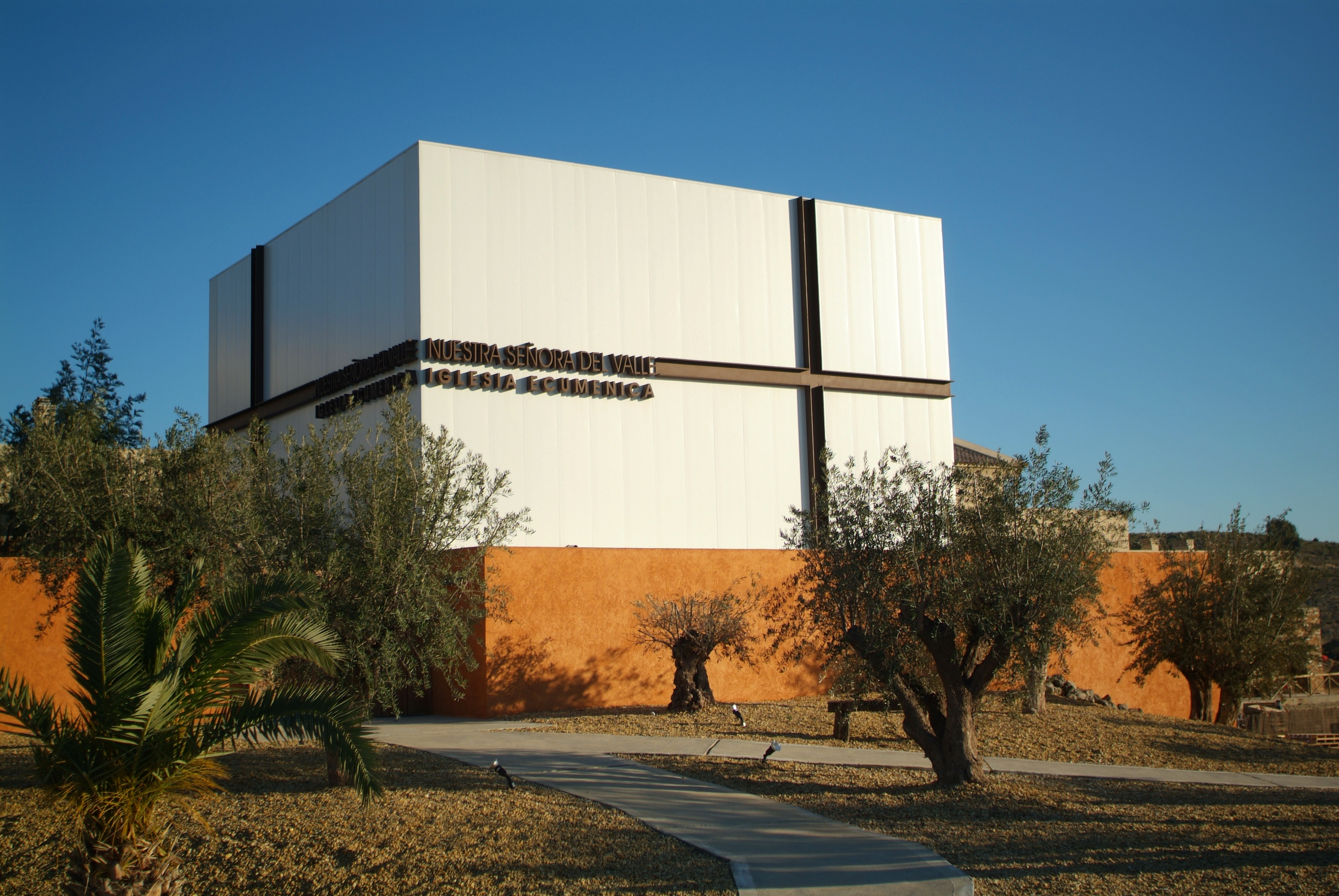
Nuestra Señora del Valle Chapel. Valle del Este. Vera. Almería. Spain. Capilla Vallejo Arquitectos

La iglesia de Nuestra Señora del Valle es un pequeño templo ubicado en Valle del Este Resort. Situada sobre una pequeña loma, formalmente está compuesta por un único volumen prismático blanco y brillante que se eleva sobre un atrio de piedra y tapial. Fue consagrada en mayo de 2005 por el obispo de Almería, Adolfo González Montes y sufragada por la familia Ibáñez Solano, los arquitectos C.Capilla - J.V. Vallejo y demás participantes en el desarrollo del valle. 
Propiedad de la Iglesia católica, su carácter ecuménico permite celebrar cultos de todas las confesiones cristianas.